# Badminton Oceania
Die Badminton Oceania (BO) ist der ozeanische Dachverband für die Sportart Badminton.
Ursprünglich am 21. Mai 1987 gegründet als Oceania Badminton Confederation (OBC) wurde 2006 der Name auf Badminton Oceania geändert. Badminton Oceania ist Mitglied in der Dachorganisation Badminton World Federation. Im Juli 2022 hatte die Konföderation 17 Mitgliedsverbände.

## Präsidenten
- Heather Robson (1987–2001)
- Don Stockins (2001–2005)
- Robin Bryant (2005–2007)
- Nigel Skelt (2008–2011)
- Geraldine Brown (seit 2012)

## Mitgliedsverbände
| Land                   | Name des Nationalverbandes                     | Webseite                     | Mitglied seit | Bemerkung             |
| ---------------------- | ---------------------------------------------- | ---------------------------- | ------------- | --------------------- |
| Australien             | Badminton Australia                            | http://www.badminton.org.au/ | 1987          | Gründungsmitglied     |
| Cookinseln             | Badminton Association of The Cook Islands Inc. |                              | 1996          |                       |
| Fidschi                | Fiji Badminton Association                     |                              | 1990          |                       |
| Französisch-Polynesien | Tahitian Badminton Federation                  |                              | 2009          |                       |
| Guam                   | Guam National Badminton Federation             |                              | 2010          |                       |
| Kiribati               | Kiribati Badminton Federation                  |                              | 2010          |                       |
| Nauru                  | Nauru Badminton Association                    |                              | 1992          |                       |
| Neukaledonien          | New Caledonia Badminton Association            |                              | 2011          | assoziiertes Mitglied |
| Neuseeland             | Badminton New Zealand                          | http://www.badminton.org.nz/ | 1987          | Gründungsmitglied     |
| Norfolkinsel           | Badminton Norfolk Island                       |                              | 2002          |                       |
| Nördliche Marianen     | Northern Marianas Badminton Federation         |                              | 2009          | assoziiertes Mitglied |
| Papua-Neuguinea        | Badminton Papua New Guinea                     |                              | 2016          |                       |
| Samoa                  | Samoa Badminton Association                    |                              | 1989          |                       |
| Salomonen              | Solomon Islands National Badminton Federation  |                              | 2018          |                       |
| Tonga                  | Tonga National Badminton Association           |                              | 2010          |                       |
| Tuvalu                 | Tuvalu National Badminton Association          |                              | 2006          |                       |
| Wallis und Futuna      | Ligue de Badminton de Wallis et Futuna         |                              | 2021          | assoziiertes Mitglied |